# VS馬達
VS馬達（variable speed motor），也稱為渦流馬達、益動馬達（eddy current motor）、電磁式耦合馬達，是配合VS耦合机的感應馬達，因為可以調整耦合机的電壓來調整轉速，也稱為調速馬達，是無段變速驅動器中的一種。
VS馬達有分為馬達端和負載端，兩者用耦合机相連接，耦合机有電壓可以調節其耦合程度。啟動後馬達端的頻率不變，但透過調節耦合机的電壓，可以調整負載端的力矩，以及負載端的轉速，是變頻器普及之前，調整馬達驅動機器轉速的方式。但耦合机體積大，重量重，已漸漸的被變頻器取代。
VS馬達的供電是來自電力公司提供的三相交流電，運轉頻率和三相交流電的電壓相同，使用時可調整耦合机的電壓來調整馬達及負載的轉速。有些VS馬達的廠家甚至會提供控制盤，可以用上面的旋鈕調整提供給耦合机的電壓。